# Riksväg 16, Nederländerna

Riksväg 16

A16 (nederländska riksväg 16) är en motorväg i Nederländerna som går från Rotterdam till gränsen till Belgien. Motorvägen går via Dordrecht och Breda. Vid den belgiska gränsen övergår vägen till den belgiska A1. Vägen används till stor del för internationell trafik mellan Rotterdam och Antwerpen. Hela A16 ingår i europavägen E19.
Författaren C-J Charpentier skrev 2007 boken "Hazeldonk Express" (om Flandern) - som tar sitt avstamp i Hazeldonk.

## Numrering av trafikplatser
|  | Nr | Namn | Skyltning           |
|  | -- | ---- | ------------------- |
|  | 14 |      | Hazeldonk           |
|  |    |      | A27, A58            |
|  | 15 |      | Rijsbergen, Breda   |
|  |    |      | A58                 |
|  | 17 |      | Breda N             |
|  |    |      | A59                 |
|  | 18 |      | Zevenbergschenhoek  |
|  | 19 |      | Moerdijk            |
|  |    |      | A17, A59            |
|  | 20 |      | Dordrecht           |
|  | 21 |      | Dordrecht Centrum   |
|  | 22 |      | Zwijndrecht         |
|  | 23 |      | Hendrik-Ido-Ambacht |
|  |    |      | A15                 |
|  | 24 |      | Feijenoord          |
|  | 25 |      | Feijenoord Centrum  |
|  | 26 |      | Kralingen           |
|  | 27 |      | Prins Alexander     |
|  |    |      | A20                 |